# Feodor Lark
Feodor Lark (nato Maria Lark) (Siberia, 20 giugno 1997) è un attore russo naturalizzato statunitense, conosciuto per aver interpretato Bridgette DuBois nella serie televisiva Medium.

## Biografia
Nato in Russia come Maria Lark, viene adottato da una madre americana dove risiede a Redondo Beach, California.
Dal 2005 al 2011 interpreta il ruolo di Bridgette DuBois nella serie televisiva Medium.
Nel maggio 2021 annuncia pubblicamente di essere un uomo transgender e rivela il suo nuovo nome, Feodor.

## Filmografia

### Televisione
- Medium - serie TV, 130 episodi (2005-2011)
- Kirby Buckets - film TV,  regia di David Bowers (2012)

### Programmi TV
- The Tonight Show with Jay Leno (2006-2007)
- The View - talk show, 2 puntate (2006-2007)